# Firefox
Firefox, Mozilla Firefox (транскрипция: Мозила Файърфокс, в превод: Огнената лисица на Мозила), обикновено наричан просто Firefox, е браузър с отворен код, създаден от доброволни сътрудници на фондацията Mozilla, известен в тестовата си фаза като Финикс и Mozilla Firebird. Базиран е на кода на Mozilla Application Suite.
Идеята на създателите му е сложността на ползване и размерът на програмата да се намали до минимум, като се премахнат програмите за електронна поща, нюзгрупи и HTML редактора, които са част от Mozilla Application Suite. Поради това, както и поради ефективното и бързо възпроизвеждане на уебстраници и многото възможности за разширения на функциите (написани също от доброволци), Firefox придобива значителен успех и постепенно взема част от пазарния дял на Internet Explorer.
Съществуват версии за Windows, macOS, GNU/Linux, OS/2, FreeBSD, Solaris и други операционни системи.
Браузърът използва layout енджина Gecko, разработван от програмистите на фондацията Mozilla под отворен код. Неговата разработка върви синхронно с тази на браузъра – всяка нова версия на Firefox идва с нова версия на Gecko.
Макар че бива ползван от много потребители още в тестовата си фаза, браузърът добива много широка популярност като алтернатива на Internet Explorer, след като излиза официалната версия през ноември 2004 г. За по-малко от 2 години той е свален от официалната страница повече от 200 милиона пъти.

## Отличителни особености
- Блокиране на изскачащи прозорци
- Поддръжка на подпрозорци (няколко страници в един прозорец)
- Повишена сигурност при сърфиране в Интернет
- Страничен панел за търсене, с възможност за добавка на машини за търсене и речници
- „Живи отметки“ (на английски: Live bookmarks) – механизъм за интеграция RSS емисии
- Широки възможности за настройки на поведението и външния вид
- Неголям размер на инсталационния файл (около 7 MB)
- Поддръжка на множество добавки, които представляват малки програми, предлагащи допълнителни функции към главната програма
- Инструменти за уеб разработчици
- Автоматично обновление както на самия браузър, така и на разширенията (след версия 1.5)
- Бързо търсене в страницата при писане на клавиатурата

### По-стари версии
Преди версия 2.0 има 6 издания. Те са:
- Firefox – 0.8; 0.9
- Firefox 1 – 1.0; 1.08
- Firefox 1.5 – 1.5; 1.5.0.12

Версия 0.8 ползва Gecko 1,6; Версии 0.9 – 1.08 ползват Gecko 1.7; Версиите 1.5 и 1.5.0.12 ползват Gecko 1.8

### Версия 2.0 (24октомври2006г.)
Кодово име: Bon Echo
Ново във версия 2.0:
- Обновен интерфейс
- Вградена защита срещу кражба на лични данни (phishing)
- Разширени възможности за търсене
- JavaScript 1.7
- Нов инсталатор
- Други [4]

### Версия 3.0 (17юни2008г.)
Кодово име: Gran Paradiso
Ново във версия 3.0:
- Gecko 1.9 двигател за оформление на страниците, доближаващ се повече до W3C препоръките. Минава Acid2 теста
- Намаление на течовете на динамично заделена памет
- Графична библиотека Cairo, ускоряваща графичните функции
- Интерфейс Cocoa за MacOS X
- Нов изглед на мениджъра за файлове. Поддържа продължение на тегленията при прекъсване
- Нов изглед на мениджъра за добавки, включващ прозорец чрез който могат да се инсталират разширения директно от него
- Промяна в мениджъра на паролите
- Отметките се съхраняват в SQLite база от данни. Отметките съхраняват повече информация като „етикети“ и др.
- Адресната лента (наричана вече Awesomebar, „страхотна лента“ от англ.) позволява претърсване на изрази в адреса и в заглавието на въведените сайтове и отметки
- Видът на браузъра по подразбиране наподобяват цялостния вид на избраната операционната система
- Нов метод за докладване на програмни грешки, наречен Breakepad, разработен от Google и Mozilla

### Версия 3.5 (30юни2009г.)
Кодово име: Shiretoko
Ново във версия 3.5:
- Обновен двигател за оформление на страниците
- Въведени са „аудио“ и „видео“ елементите, според спецификациите на HTML 5. Това позволява по-лесен и стандартизиран начин за създаване на Интернет страници, съдържащи видео и звук
- Възможност за вътрешно възпроизвеждане на свободните видео и звукови формати, Ogg Theora и Ogg Vorbis, без нужда от отделни програми. Това става чрез новите „аудио“ и „видео“ HTML 5 елементи
- Инструменти позволяващи по-голям контрол на личната поверителност в Интернет
- Подобрена производителност при възпроизвеждането на JavaScript
- Подобрена цялостна производителност
- Поддръжка на още други нови уеб технологии [5]

### Версия 3.6 (21януари2010г.)
Кодово име: Namoroka
Ново във версия 3.6
- Вградена поддръжка на персони
- Известия за остарели добавки
- По сигурна плъгин система
- Много промени по производителността

### Версия 4.0 (22март2011г.)
Кодово име: Tumucumaque
Ново във версия 4.0:
- Нов интерфейс с меню, включващо всички елементи от нормалната меню лента (при Windows XP тази функция не е налична)
- Подобрени нотификации
- Групиране на подпрозорци
- Програмни подпрозорци
- Нов вид на мениджъра на добавки
- Интеграция с Firefox Sync
- Поддръжка на MultiTouch дисплей
- Поддръжка на HTML5, CSS3, WebM и WebGL
- Нова JavaScript платформа (JägerMonkey)

### Версия 5.0 (21юни2011 г.)
Излязла само 3 месеца след 4.0
Версия 5.0 е първата версия която е част от новата стратегия на Mozilla.
Ново във версия 5.0:
- Добавена е поддръжката на CSS анимации
- Подобрена поддръжка на стандартите: HTML5, XHR, MathML, SMIL и Canvas
- Подобрено е изпълнението на Javascript

### Версия 6.0 (16август2011 г.)
Версия 6.0.2 на Firefox излиза на 6 септември 2011 г.
Ново във версия 6.0:
- добавен е Scratchpad – интерактивна JavaScript среда
- добавено е ново Web Developer меню и там са преместени всички инструменти за уеб програмиране
- добавена поддръжка на window.matchMedia

### Версия 7.0 (27септември2011г.)
Версия 7.0.1 на Firefox излиза на 29 септември 2011 г.
Ново във версия 7.0:
- Версия 7 използва до 50% по малко

памет благодарение на проекта „MemShrink“ главната цел, на който е да намали употребата на RAM памет от браузъра. Проекта въвежда също така и специална страница – about:memory, от която може да бъде извършван подробен мониторинг на използваната памет от браузъра.

### Версия 8.0 (8ноември2011г.)
Версия 8.0.1 на Firefox излиза на 21 ноември 2011 г.
Ново във версия 8.0:
- Промени в управлението на добавките, особено тези от трети страни.

### Версия 9.0 (20декември2011г.)
Версия 9.0.1 на Firefox излиза на 21 декември 2011 г.
Ново във версия 9.0:
- Нови възможности като Type Interface който увеличава производителността на JavaScript с до 30%
- Подобрена интеграция на теми за Mac OS X Lion
- Добавено two finger swipe управление за Mac OS X Lion
- Добавена поддръжка за „Do not track status via JavaScript“
- Поправени много грешки

### Версия 10.0 (31януари2012г.)
Версия 10.0.1 излиза 10 февруари 2012; 10.0.2 – 16 февруари 2012 г..
Ново във версия 10.0:
- Нов интерфейс за гледането на HTML 5 видеа на цял екран
- Подобрени инструменти за разработчици

### Версия 17.0 (20ноември2012 г.)
Версия 17.0 излиза и в ESR (Extended Support Release – рилийз с удължена поддръжка) вариант.

### Версия 20.0 (2април2013 г.)
За пръв път се появява новият изглед на Download Manager-а.

## Промяна на издаването на версиите
През 2011 г. от Mozilla промениха реда на версиите.
Първоначално версиите излизаха в ред 3.02, 3.03 и т.н.
Но от 2011 г. вече версиите са само основни, тоест 4, 5, 6.

## Linux
Повечето дистрибуции на Linux имат вграден Firefox и не се налага да се инсталира такъв. Обикновено Firefox е браузър по подразбиране. Дистрибуции с вграден Firefox: Ubuntu, Kubuntu, Slackware, Linux Mint и др.